# Iznate
Iznate è un comune spagnolo di 789 abitanti situato nella comunità autonoma dell'Andalusia.